# Dick Kling
Dick Nevado Kling, född 1945, är en svensk nationalekonom och tidigare moderat statssekreterare under regeringen Bildt. Han har varit ordförande för Skattebetalarnas förening 2007–2016.
Kling blev politices magister 1972, och disputerade 1981 vid Stockholms universitet. Han var senare verksam vid Sveriges industriförbund under 1980-talet innan han blev statssekreterare.
Kling verkade fram till mars 2009 som "fellow" på tankesmedjan Timbro, där han inom ramen för projektet "folkkapitalism" skrev boken Radhusproletärer och ombudskapitalister (2007) och drev en blogg. Han har tidigare varit statssekreterare på Finansdepartementet, VD för Ekonomifakta och stabschef på Svenskt Näringsliv. Dick Kling är strategisk rådgivare åt PR-byrån Veritas PR & Communications.